# آر.جی. رینولدز
ریچارد جاشوا "آر. جی." رینولدز (به انگلیسی: Richard Joshua "R. J." Reynolds)، متولد ۲۰ ژوئیه ۱۸۵۰ - درگذشته ۲۹ ژوئیه ۱۹۱۸ یک تاجر آمریکایی و بنیانگذار شرکت تنباکوی آر. جی. رینولدز بود.
او که پسر یک کشاورز تنباکو بود، برای پدرش کار می‌کرد و از سال ۱۸۶۸ تا ۱۸۷۰ در کالج اموری و هنری تحصیل کرد و سرانجام از کالج تجاری برایانت و استراتون در بالتیمور فارغ التحصیل شد. او در سال ۱۸۷۴ سهم خود را از مشاغل خانوادگی فروخت و به جنوب وینستون (وینستون سیلم در کارولینای شمالی فعلی) رفت تا شرکت دخانیات خود را تأسیس کند. رینولدز یک تاجر باهوش و سخت کوش بود و به سرعت به یکی از ثروتمندترین شهروندان وینستون سیلم و سرانجام، ثروتمندترین فرد در ایالت کارولینای شمالی تبدیل شد. وی در سال ۱۹۱۸ بر اثر سرطان لوزالمعده درگذشت.